# Battle Out Run
Battle Out Run es un videojuego de 1989 lanzado por Sega en Master System. A pesar de ser parte de la serie Out Run, este juego se parece poco a su homónimo y más a Chase HQ, donde el objetivo es embestir los coches de criminales específicos. Una característica notable es mejorar los atributos del automóvil comprando mejoras que se encuentran dentro de un camión que pasa en ciertos momentos y se debe ingresar por la parte trasera.